# Simon Carr
Simon Francis Carr (* 29. srpna 1998) je britský profesionální silniční cyklista jezdící za UCI WorldTeam EF Education–EasyPost.
Ačkoliv se Carr narodil v anglickém Herefordu velšským rodičům, vyrůstal v podhůří Pyrenejí a je bilingvní v angličtině a francouzštině. Závodí pod britskou vlajkou s francouzskou licencí, ale ve snaze se zúčastnit Her Commonwealthu 2022 se prohlásil za Velšana.

## Hlavní výsledky
2017
Tour de Martinique
vítěz etap 3, 7 a 10
2018
Tour du Piémont Pyrénéen
3. místo celkově
 vítěz soutěže mladých jezdců
2019
Volta a Valencia
 celkový vítěz
 vítěz soutěže mladých jezdců
vítěz Grand Prix de Biran
Tour du Beaujolais
vítěz 1. etapy
Vuelta a Navarra
vítěz 4. etapy
Tour du Piémont Pyrénéen
vítěz 2. etapy (TTT)
Vuelta al Bidasoa
2. místo celkově
vítěz 4. etapy
Tour de Savoie Mont Blanc
10. místo celkově
2020
vítěz Prueba Villafranca de Ordizia
Volta a Portugal
 vítěz soutěže mladých jezdců
2021
8. místo Mont Ventoux Dénivelé Challenge
Route d'Occitanie
9. místo celkově
 vítěz soutěže mladých jezdců
2022
Settimana Internazionale di Coppi e Bartali
4. místo celkově
2023
Tour de Langkawi
 celkový vítěz
vítěz 5. etapy
Tour of the Alps
vítěz 5. etapy
Route d'Occitanie
vítěz 4. etapy
3. místo Mont Ventoux Dénivelé Challenge
2024
vítěz Trofeo Calvià

### Výsledky na Grand Tours
| Grand Tour      | 2021 | 2022 | 2023 | 2024 |
| --------------- | ---- | ---- | ---- | ---- |
| Giro d'Italia   | 66   | DNF  | —    | DNF  |
| Tour de France  | —    | —    | —    | —    |
| Vuelta a España | DNF  | —    | —    | —    |

| —   | Nezúčastnil se |
| DNF | Nedokončil     |